# Trixoscelis dumbii
Trixoscelis dumbii är en tvåvingeart som beskrevs av Timothy M. Cogan 1977. Trixoscelis dumbii ingår i släktet Trixoscelis och familjen myllflugor.
Artens utbredningsområde är Nigeria. Inga underarter finns listade i Catalogue of Life.